# Timonino (obwód archangielski)
Timonino (ros. Тимонино) – osiedle w Rosji, w obwodzie archangielskim, w rejonie wielskim. W 2010 liczyło 131 mieszkańców.